# Philippe Grimbert
Philippe Grimbert (París, 30 de mayo de 1948) es un escritor y psicoanalista francés. 
Luego de culminar sus estudios de psicología en 1968, Grimbert realiza un análisis de orientación lacaniana, gracias a la señora Laca antes de abrir su propio consultorio en París . Trabaja hasta en dos instituciones médico-educativas en Asnières y en Colombes, atendiendo adolescentes autistas o psicóticos.
Apasionado de la música, la danza y la informática, publica varios ensayos como el "Psicoanálisis de la canción" (1996) y "No hay humo sin Freud" (1999) e incluso una novela biográfica sobre el danzante Roudolf Noureev.
"El Pequeño Vestido de Paul", publicado en el 2001, lo hizo conocido en la literatura en general. Es autor de varias novelas destacando "Un secreto (2004), que hasta hoy ha vendido más de 1,500,000 que le valió obtener el premio Premio Goncourt de los estudiantes en el 2004, el premio de las lectoras de Elle y el premio Wizo en 2005. En 2007, esa novela fue adaptada al cine por Claude Miller, con Patrick Bruel y Cécile de France en los roles protagónicos.